# Enzootia
Enzootia – występowanie zachorowań na daną chorobę zakaźną, wśród zwierząt na danym terenie, na stałym zwiększonym poziomie.
Analogiczne zjawisko w zbiorowiskach ludzkich nazywamy endemią.